# Poddębice (gemeente)

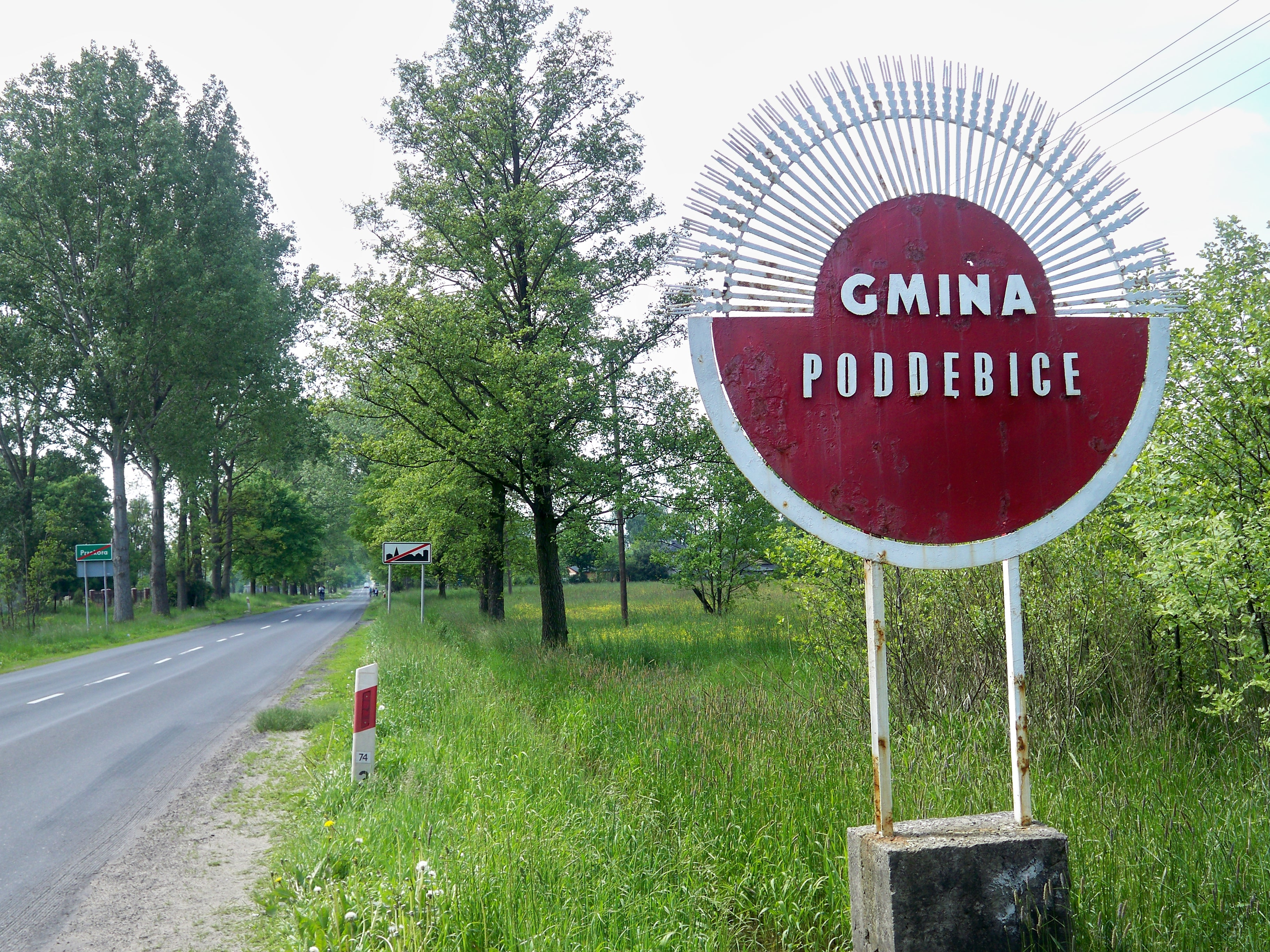
Gemeentegrens

De gemeente Poddębice is een stad- en landgemeente in het Poolse woiwodschap Łódź, in powiat Poddębicki.
De zetel van de gemeente is in Poddębice.
Op 30 juni 2004 telde de gemeente 15 994 inwoners.

## Oppervlakte gegevens
De gemeente heeft een oppervlakte van 224,66 km², waarvan:
- agrarisch gebied: 69%
- bossen: 23%

De gemeente beslaat 25,5% van de totale oppervlakte van de powiat.

## Demografie
Stand op 30 juni 2004:
| Omschrijving                   | Totaal | Totaal | Vrouwen | Vrouwen | Mannen | Mannen |
| ------------------------------ | ------ | ------ | ------- | ------- | ------ | ------ |
| eenheid                        | aantal | %      | aantal  | %       | aantal | %      |
| inwoners                       | 15 994 | 100    | 8215    | 51,4    | 7779   | 48,6   |
| bevolkingsdichtheid (inw./km²) | 71,2   | 71,2   | 36,6    | 36,6    | 34,6   | 34,6   |

## Sołectwo
Adamów, Antonina, Balin, Bałdrzychów, Borzewisko, Chropy, Dominikowice, Dzierzązna, Ewelinów, Feliksów, Gibaszew, Golice, Góra Bałdrzychowska (Busina), Góra Bałdrzychowska-Kolonia, Grocholice, Józefów, Józefów-Kolonia, Kałów, Karnice, Klementów, Kobylniki, Krępa, Ksawercin, Leśnik, Lipki, Lipnica, Lubiszewice, Łężki, Malenie, Niemysłów, Niewiesz, Niewiesz-Kolonia, Nowa Wieś, Nowy Pudłów, Panaszew, Podgórcze, Porczyny, Praga, Pudłówek, Rąkczyn, Sempółki, Stary Pudłów, Sworawa (dorpen: Bliźnia, Jabłonka, Małe), Szarów, Tarnowa, Tumusin, Wilczków, Wólka, Zagórzyce.

## Aangrenzende gemeenten
Dalików, Dobra, Lutomiersk, Pęczniew, Uniejów, Wartkowice, Zadzim